# Griotte de Kleparow
Parent  A  de l'hybridation 
  Prunus avium 
×

Parent  B  de l'hybridation 
  Prunus cerasus 
La Griotte de Kleparow (en ukrainien : Черехи) est un arbre hybride entre le Prunus avium et le Prunus cerasus cultivée à Lviv. Aussi connu dans la littérature pomologique comme Kleparover Süss-Weichsel.

## Description
Pousses d'été d'un vert gai très légèrement nuancé de rougeâtre, mouchetées à la base de très petites lenticelles blanchâtres siliantes. 
Les feuilles des pousses d’été grandes, ovales-élargies, à pointe assez longue et assez aiguë, assez repliées en dessus par leur nervure médiane, assez fortement dentées et surdentées, soutenues fermement par des pétioles assez courts, forts, horizontaux, d'un rouge sanguin et dépourvus de glandes.  Les stipules sont de moyenne longueur, peu élargies à la base, fortement dentées.  Les fleurs sont moyennes ou assez petites ; pétales elliptiques-arrondis, un peu échancrés, bien concaves, se recouvrant peu entre eux ; divisions du calice assez courtes, peu larges, bien atténuées, presque aiguës et colorées de rouge clair et vif ; pédicelles courts et un peu forts. Les feuilles des productions fruitières sont beaucoup moins grandes que celles des pousses d'été, à pointe très courte, sensiblement rétrécies à leur base, d'un vert plus intense, soutenues horizontalement par des pétioles de moyenne longueur et bien grêles.